# Feria Modelo de Ovalle
La Feria Modelo de Ovalle, es un mercado chileno, ubicado en la Región de Coquimbo, específicamente en la Ciudad de Ovalle. Se le considera un icono comercial de la ciudad y la mayor feria agrícola de todo el norte de Chile.

## Historia

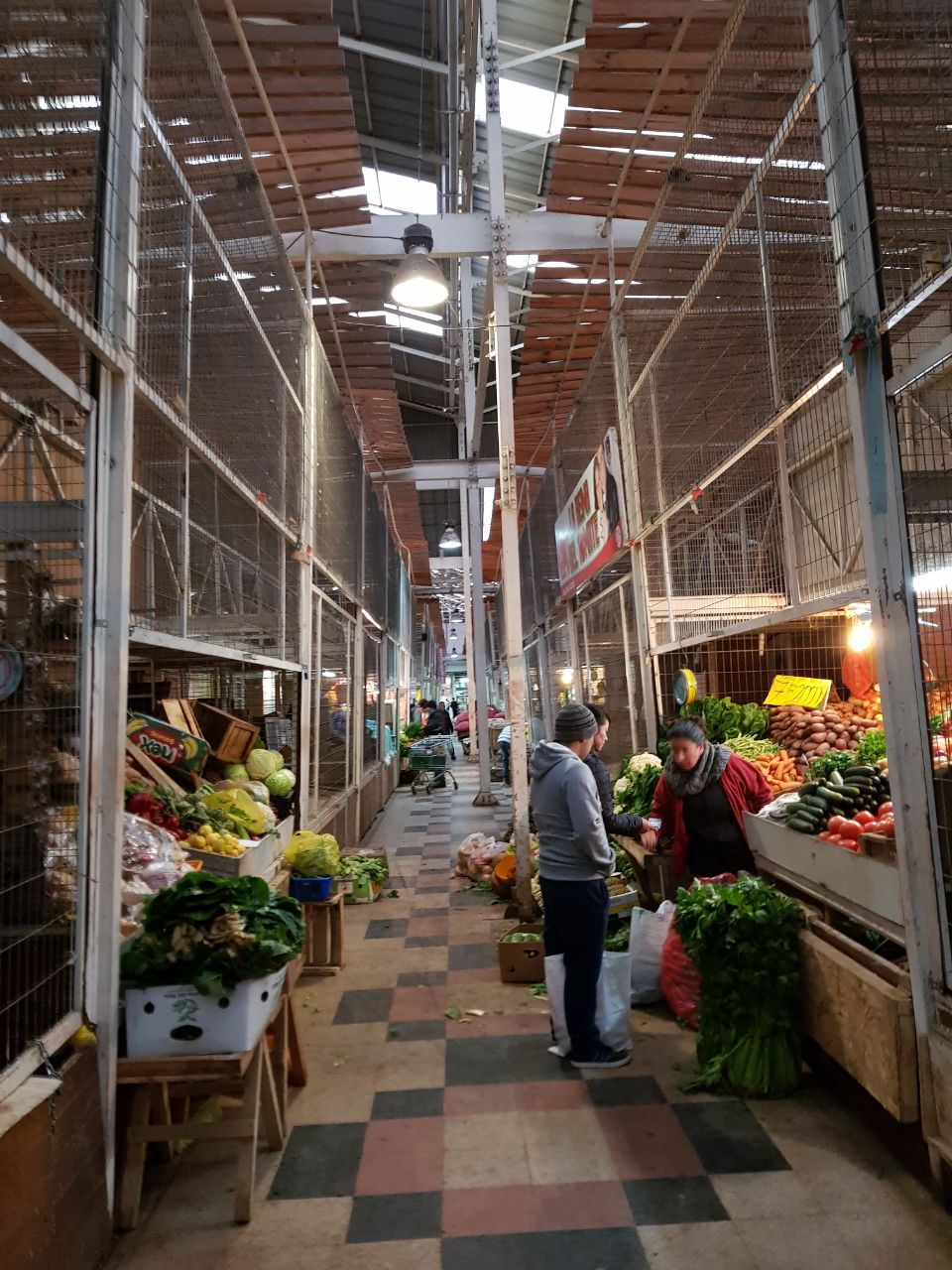
Pasillos de la Feria Modelo de Ovalle.

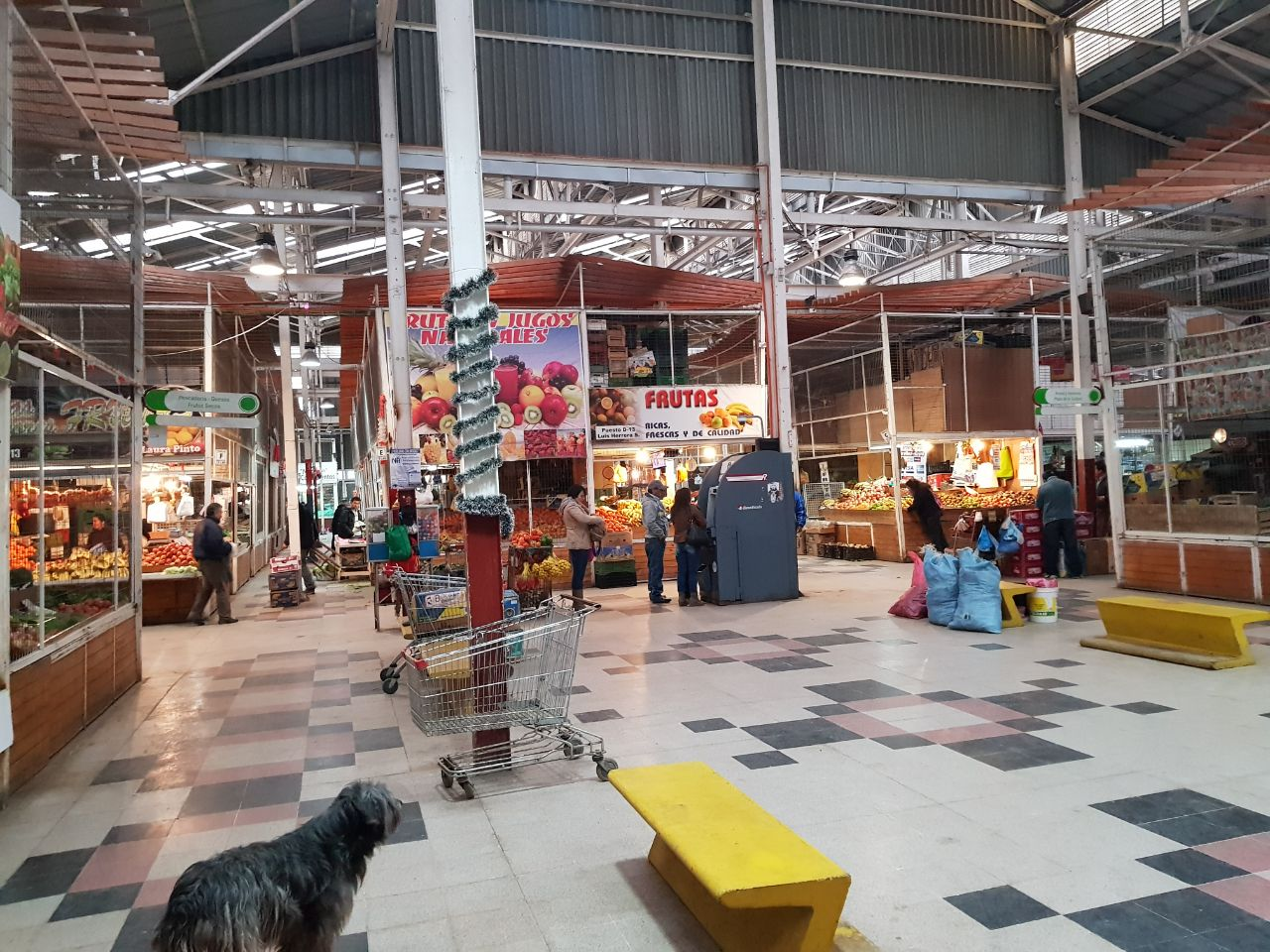
Interior de la Feria Modelo de Ovalle.

Nace como iniciativa de un grupo de modestos productores agropecuarios de la zona. La idea tuvo gran apoyo, y con el paso de los años, el espacio ocupado por esta decena de feriantes se nombró Avenida La feria.
Debido al gran crecimiento de la entonces feria libre, en el año 1951 es trasladada al sector Alameda en el centro de Ovalle, donde funcionó los días lunes, miércoles y viernes, durante 28 años.
Los productos agrícolas ya no eran lo único que ofrecía la feria, también se podían encontrar animales, artículos para el hogar, artesanías, ropa, libros, etc. Desde ciudades costeras de la región, como Coquimbo y Tongoy, llegó también la venta de pescados y mariscos. De este modo, la feria se consolida como un punto de encuentro e intercambio entre Ovalle y las comunas aledañas.
Luego de más de 25 años, el alcalde Tomás Yagnam Manzur por obras de remodelación de la Alameda, decide trasladar nuevamente la feria, ahora al sector de Av. David Perry. Sin embargo, los feriantes manifestaron la necesidad de buscar un lugar fijo para instalarse, debido a graves problemas de congestión e higiene con los que debían convivir diariamente.
De este modo, el alcalde Tomás Yagnam Manzur inicia los trámites para adaptar el recinto de la Maestranza de Ferrocarriles del Estado, la cual estaba abandonada luego que la dictadura militar ordenara su cierre, y se pusiera fin al servicio de trenes de pasajeros de la red norte (desde Iquique a La Calera).
Es así como el 21 de abril de 1986 el alcalde Rodrigo Sugg Pierry inaugura la Feria Modelo de Ovalle, habilitada con 800 puestos minoristas, una sección de paquetería, mercado persa, 110 bodegas para ventas mayoristas, puestos de artesanías y restaurantes. Además se crearon baños públicos, diferentes accesos peatonales, estacionamientos para clientes, locomoción urbana, buses y camiones rurales.

## Remodelación
El deterioro del  espacio en que se emplazaba la feria, obligó que el 24 de enero de 2008 se iniciaran trabajos de remodelación. Consistió en un mega proyecto de 2000 millones de pesos, financiado con el Fondo Nacional de Desarrollo Regional (FNDR) enmarcado en las iniciativas de rescate patrimonial del Bicentenario.
El proyecto se dividió en tres etapas:
- Construcción de módulos para el comercio minorista dentro de un galpón patrimonial.
- Mejoramiento de sector paquetería y terminal de buses.
- Construcción de módulos para el comercio mayorista.

La primera etapa fue inaugurada el 11 de mayo de 2009 por la alcaldesa Marta Lobos, con la presencia de la Presidenta de la República Michelle Bachelet. Se hizo entrega de 317 puestos, de los cuales 26 corresponden a condimentos, 240 hortofrutícolas, 5 pescaderías, 13 queserías, una rotisería y un sector de abarrotes. Además se sumó una zona de florerías y una pequeña plaza en el frontis sur del edificio.

## Museo Ferroviario

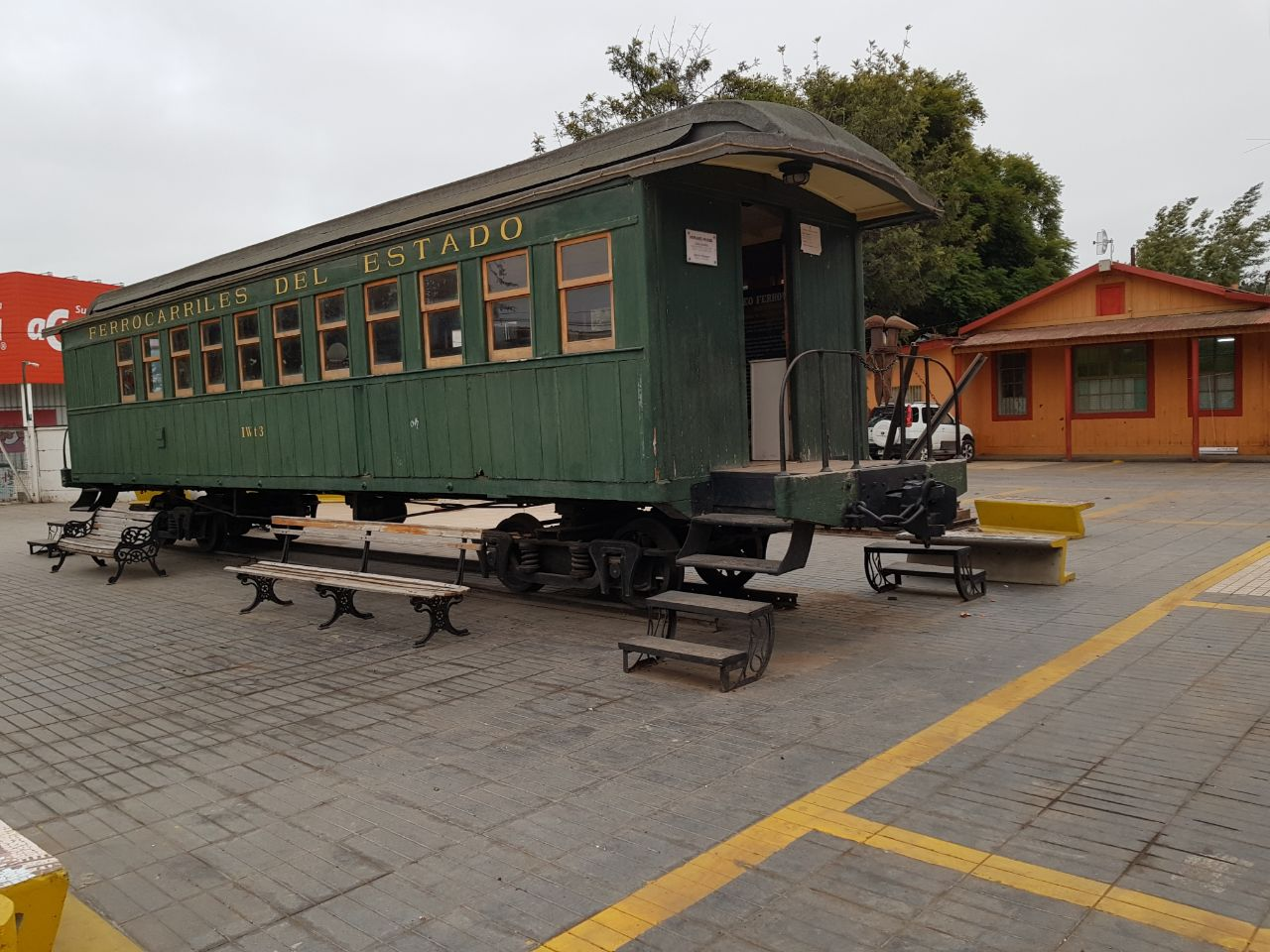
Museo ferroviario, ubicado en la Feria Modelo de Ovalle.

Con la idea de rescatar el patrimonio ferroviario en Ovalle, fue inaugurado el Museo Ferroviario, ubicado en las dependencias de la Feria Modelo, donde antiguamente se ubicaba la  maestranza de la ciudad. 
El municipio en conjunto con el Círculo de Ex Ferroviarios, realizaron la restauración de un antiguo vagón, para convertirlo en el actual museo. Esta máquina que fue utilizada en el transporte de pasajeros y también de correo, mide 13 metros de largo y 2,70 metros de ancho y alto y pesa 8,9 toneladas. El proyecto duró un año, se conservó los materiales y estructura original de los antiguos vagones, además se instalaron bancas y accesorios originales a su alrededor, con el fin de replicar una estación.